# Kolej linowa „Elka” w Chorzowie

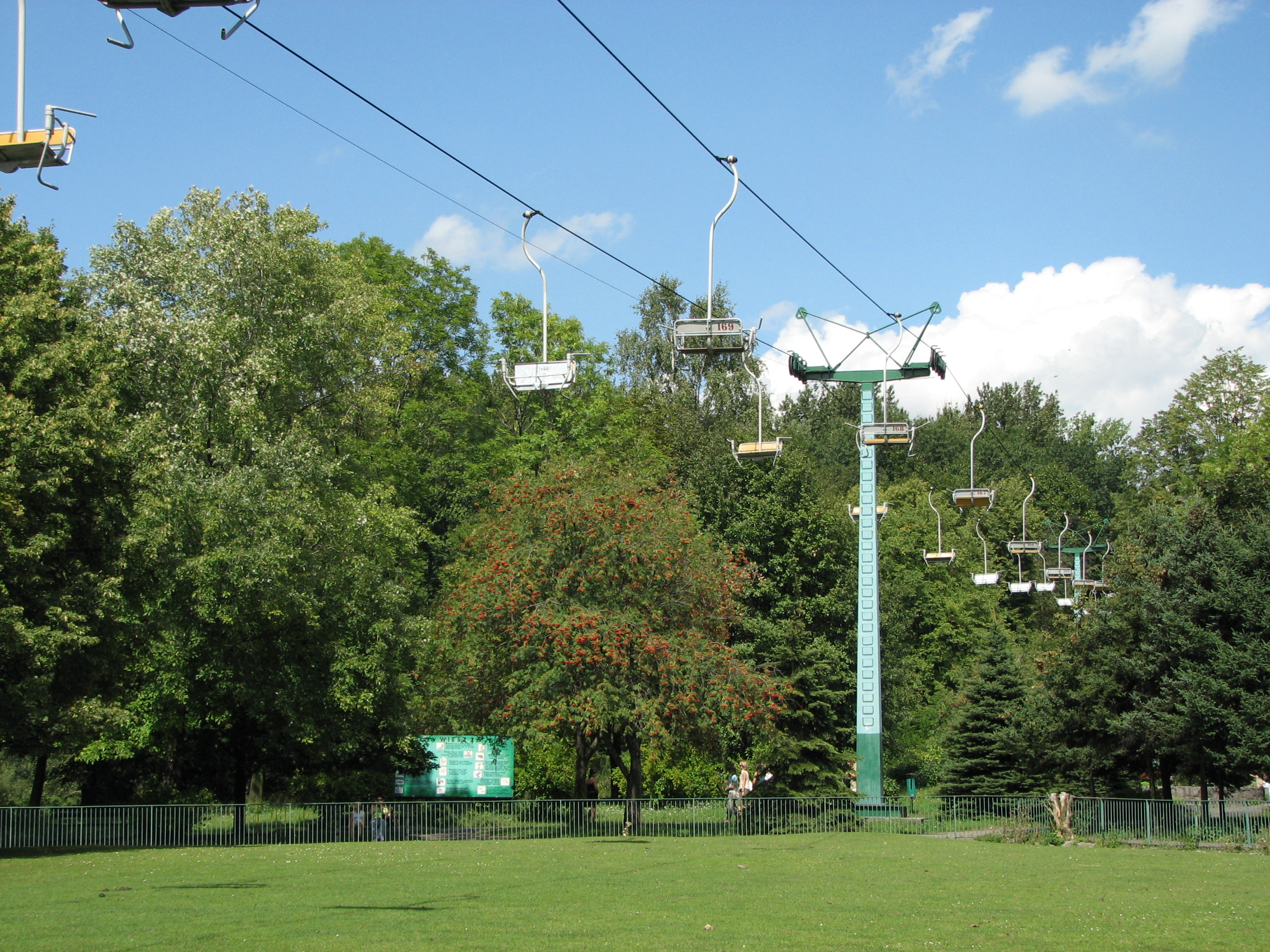
Kolej „Elka” w pierwotnej postaci, 2008 (po wstrzymaniu ruchu)

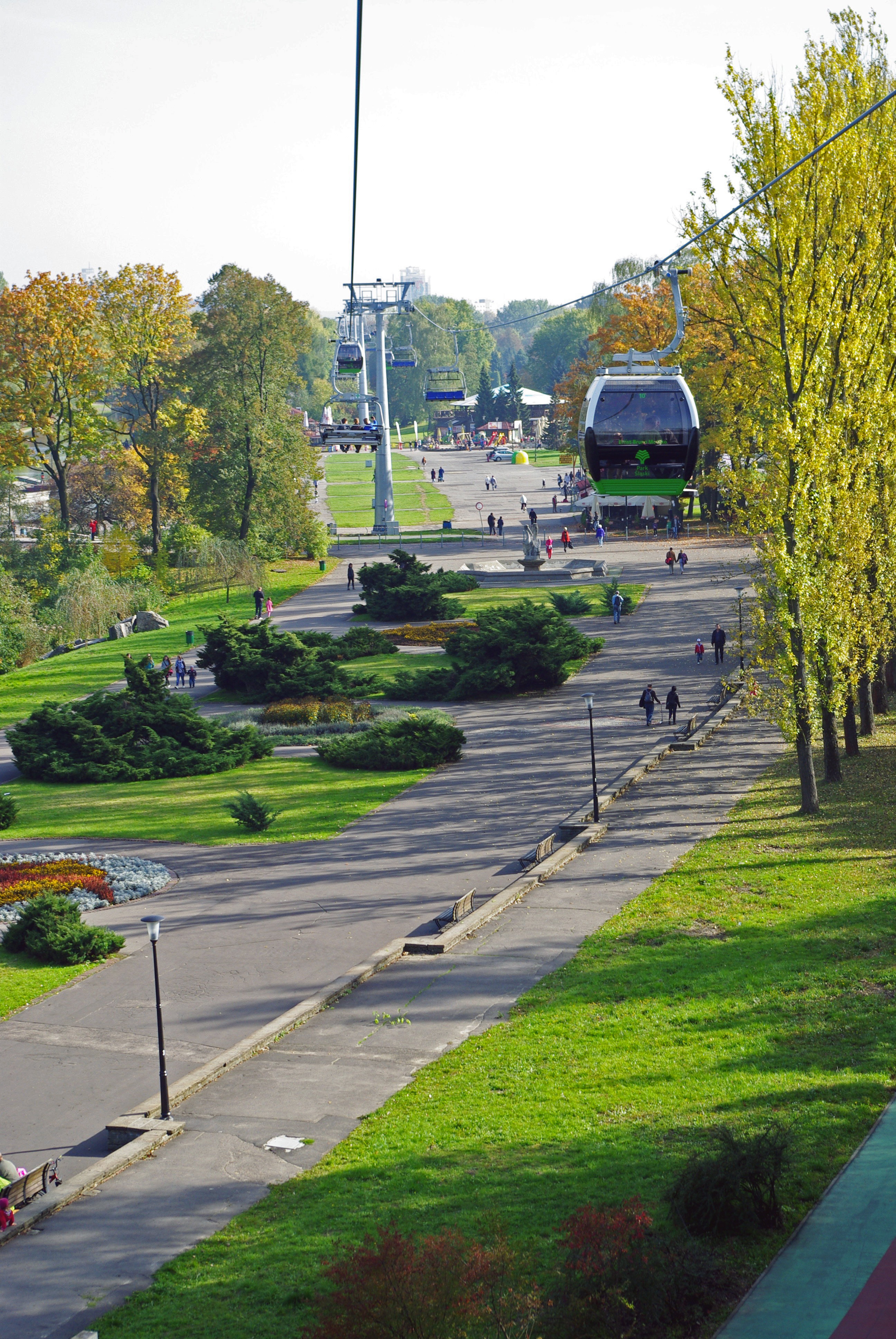
Widok z perspektywy osoby jadącej koleją

Kolej linowa „Elka” w Chorzowie – całoroczna kolej linowa działająca na terenie Parku Śląskiego (dawniej WPKiW) położonego w Chorzowie. Operatorem kolei jest Park Śląski S.A.
Oddana do eksploatacji w 1967 r., była wówczas jedyną w Europie nizinną kolejką linową. Jej trasa, w trzech połączonych odcinkach tworzących trójkąt, okrążała cały park. Ze względu na zły stan techniczny kolejka została zamknięta w 2007 r., a w 2008 r. podjęto decyzję o jej likwidacji. Po 6 latach, 8 września 2013 r. ponownie kolejkę otwarto. Zmodernizowano i otwarto jeden odcinek na trasie od stacji „Stadion Śląski” do stacji „Wesołe Miasteczko”.

## Historia

### Trasa historyczna
Kolej zaprojektowano jako widokowo-rekreacyjną, na terenie Parku Śląskiego. Autorem projektu było Biuro Projektów Budownictwa Przemysłowego z Krakowa, a wykonawcą Mostostal Zabrze. Kolej została uroczyście otwarta 7 września 1967 przez Edwarda Gierka, ówczesnego I sekretarza Komitetu Wojewódzkiego PZPR w Katowicach. Była to najdłuższa nizinna kolej linowa w Europie, o długości 5539 m. Nazwa Elka była skrótowcem od Elektryczne Linowe Koleje. W pierwotnej postaci była to kolej krzesełkowa, z krzesełkami niewyprzęganymi. W latach 70. przewoziła ponad 240 tysięcy osób rocznie, a szacuje się, że ogółem przewiozła 15,5 miliona pasażerów. W takim kształcie funkcjonowała do końca sezonu (września) 2005 roku. W lecie 2006 roku uruchomiono tylko dwie linie łączące się w stacji Planetarium, po czym z uwagi na zły stan techniczny podpór podjęto decyzję o jej likwidacji. Podpory i stacje rozebrano w 2012 roku.
Łączna długość trasy kolei w latach 1967–2007 wynosiła prawie 6 km. Trasa składała się z trzech odcinków, które połączone były w charakterystyczny trójkąt:
- Stadion Śląski – Śląskie Wesołe Miasteczko
  - długość trasy: 2210 m
  - normalna prędkość kolei: 1,60 m/s[1] (5,76 km/h)
  - czas przejazdu: 22,50 min.

- Śląskie Wesołe Miasteczko – Planetarium Śląskie
  - długość trasy: 1745 m
  - normalna prędkość kolei: 1,60 m/s (5,76 km/h)
  - czas przejazdu: 17,50 min.

- Planetarium Śląskie – Stadion Śląski
  - długość trasy: 1584 m
  - normalna prędkość kolei: 1,60 m/s (5,76 km/h)
  - czas przejazdu: 16,12 min.

Przejazd wszystkimi trzema odcinkami zajmował około godziny. Podpory miały wysokość na ogół 8-10 m, najwyższe – 15 m. Z wysokości kilku-kilkunastu metrów nad ziemią można było podziwiać przyrodę parku, w tym zwierzęta zgromadzone na terenie Śląskiego Ogrodu Zoologicznego i park dinozaurów. Zdolność przewozowa jednego odcinka wynosiła około 1300 osób na godzinę.
Stacja Planetarium położona była pomiędzy Planetarium Śląskim a Międzynarodowymi Targami Katowickimi. Do tej stacji można było dojść aleją parkową od okolic ośrodka TVP3 Katowice, znajdującego się przy granicy Katowic z Siemianowicami Śląskimi. Do stacji Stadion Śląski można było dojść aleją parkową od Katowic lub Chorzowa. Do stacji Wesołe Miasteczko można było dojść od Katowic. Znajdowała się ona na drugim przystanku tramwajowym na zachód od Silesia City Center.
| Planetarium       | 50°17′29″N 18°59′47″E/50,291389 18,996389 |
| Stadion Śląski    | 50°17′23″N 18°58′26″E/50,289722 18,973889 |
| Wesołe Miasteczko | 50°16′32″N 18°59′46″E/50,275556 18,996111 |

### Trasa współczesna
W 2011 roku zdecydowano o budowie nowej kolei linowej, z dofinansowaniem ze środków Unii Europejskiej. Budowa rozpoczęła się w lutym 2013 roku. Jej ponowne otwarcie, ale tylko na odcinku Śląskie Wesołe Miasteczko – Stadion Śląski (2,2 km), odbyło się 8 września 2013 o godzinie 15:00. Obecnie kolej wykorzystuje wyprzęgane gondole i krzesełka, będąc koleją całoroczną. 
Zbudowana jako pierwsza linia Wesołe Miasteczko – Stadion Śląski ma długość 2183,52 m; podpory są wyższe niż poprzednio i mają od 17 do 21 metrów. Prędkość eksploatacyjna wynosi 3 do 4 m/s, przejazd trasy zajmuje poniżej 9 minut.
27 kwietnia 2022 roku ogłoszono przetarg na drugą linię 'Elki' – jednak ze względu na wojnę na Ukrainie, żadna z firm nie złożyła ofert a postępowanie przetargowe umorzono. 8 lipca Park Śląski ogłosił drugi przetarg.
27 października 2022 roku ogłoszono podpisanie umowy z konsorcjum trzech firm: lider – Arco System z Oświęcimia; partner – Inrtavi z Bielska-Białej oraz Doppelmayr, podwykonawca inwestycji. Koszt całej inwestycji określono na 85 mln zł brutto.
8 grudnia 2023 roku finalnie otwarto drugą linię kolejki na trasie Park Śląski (Wesołe Miasteczko) – Park Śląski (Planetarium). Jednocześnie ogłoszono przetarg na trzecią linię kolejki.
19 lutego 2024 roku ogłoszono zawirowania związane z przetargiem.